# Entre les actes
Between the Acts
Entre les actes (Between the Acts) est le dernier roman de Virginia Woolf publié par Hogarth Press en 1941, peu de temps après le suicide de l'auteure. 
Le roman paraît pour la première fois en français, sous le titre Entre les actes, dans une traduction d'Yvonne Genova, en 1944.

## Résumé
Dans une maison de campagne, quelque part en Angleterre, juste avant la Seconde Guerre mondiale, c'est le jour du concours annuel qui vise à célébrer l'histoire et la culture britannique. Avec l'aide de la communauté locale, il doit y avoir au manoir une représentation en plein air d'une pièce de théâtre. Le spectacle est écrit et mis en scène par Miss La Trobe, une vieille fille étrange et dominatrice. 
Avant la représentation et entre les actes, une suite de conversations, souvent entendues par hasard ou par surprise, et plusieurs rencontres fugaces, permettent de comprendre les rapports tendus, amoureux ou conflictuels entre les différents personnages. 
La représentation a lieu en début de soirée et se divise en trois parties. Après un prologue prononcé par un enfant, la première partie reprend un extrait d'une pièce de Shakespeare. La seconde partie est une parodie d'une comédie de la Restauration anglaise ; la troisième, un survol un peu ironique de la triomphale époque victorienne. Lors de la scène finale, qui s'intitule « Nous-mêmes », Mlle de La Trobe choque son public en tournant vers eux de grands miroirs. 
Le roman se termine par le retour au tranquille quotidien des personnages.

## Éditions françaises
- Traduction d'Yvonne Genova, Alger, Éditions Charlot, coll. Les Cinq Continents no 1, 1944
- Traduction de Charles Cestre, Paris, Delamain et Boutelleau, 1947 ; réédition, Paris, LGF, Le Livre de poche. Biblio no 3068, 1986  (ISBN 2-253-03841-5)
- Traduction de Josiane Paccaud-Huguet, dans Œuvres romanesques, tome II, Paris, Gallimard, Bibliothèque de la Pléiade no 577, 2012  (ISBN 978-2-07-013224-9)